# ニコラス・クルティ
ニコラス・クルティ（Nicholas Kurti、ハンガリー名 キュルティ・ミクローシュ：Kürti Miklós、1908年5月14日 - 1998年11月24日）はハンガリー生まれで、ドイツ、イギリスで活動した物理学者である。核断熱消磁冷凍法のパイオニアで低温物理学の分野で貢献した。料理が趣味で、引退後料理にかんする著述を行った。

## 生涯
ブダペストに生まれた。反ユダヤ法のため、国を離れてソルボンヌ大学で学び、ベルリンでフランツ・サイモンのもとで、低温物理学の学位を得た。ドイツでナチス政権が実権をにぎると、1940年にサイモンとクルティはイギリスに渡りオックスフォード大学 クラレンドン研究所に移り、1975年に辞するまで、1967年からオックスフォード大学で物理学教授職にあった。第二次世界大戦後もクラレンドン研究所で研究を続け、10-6Kの超低温を実現した。1956年に王立協会フェローに選出され、1965年から1967年まで副会長を務めた。1957年フリッツ・ロンドン記念賞、1969年ヒューズ・メダルを受賞、1976年レジオンドヌール勲章を受勲した。
また、ニューヨークの市民大学、カリフォルニア大学バークレー校、マサチューセッツのアマースト大学の客員教授も務めている。

## 発言
料理を趣味とし、調理上の課題に科学知識を適用する事に並ならぬ関心をよせていた。
英国のテレビ番組で最初期のテレビ料理人であり、"The Physicist in the Kitchen"  (物理学者、厨房に立つ) と題した1969年の白黒番組のホストとして出演し、生地を傷めないようにミンスパイに注射器でブランデーを注入する等のテクニックを披露した。
同年、王立協会で (同じく "The Physicist in the Kitchen" と題された) 講演をおこない、次の言葉を発したことでよく知られる。

「金星の大気温度を測れるというのに、スフレの中で何が起きているかを知らないというのは、我々の文明の貧しさを表していると思いますね」
--ニコラス・クルティ、1969 王立協会講演 "The Physicist in the Kitchen"

この講演では、真空装置を使ったメレンゲ作成、自動車のバッテリーでのソーセージの調理、パイナップル果汁を使ったタンパク質の分解、電子レンジを使って自ら発明したリバースドベイクドアラスカ （アイスクリームをメレンゲで包んで焼くベイクドアラスカの逆に外側が凍り、内側が熱い料理）等を実演してみせた。
クルティは、低温調理の提唱者でもあった。
18世紀の英国科学者ベンジャミン・トンプソンの実験にならい、2 kg ある子羊の脚を 80 °C のオーブンにいれる。
8.5時間後、子羊の脚は内側も外側も75 °C前後となり、柔らかく汁気たっぷりに仕上がる。
他に、妻のギアナ・クルティや王立協会の理事や国外会員とともに、食と科学のアンソロジー But the crackling is superb を編纂している。